# Triade de Beck (cardiologie)
 Mise en garde médicale
La triade de Beck est une collection de trois signes médicaux associés à une tamponnade cardiaque aiguë. C'est une urgence médicale avec un excès de liquide qui s'accumule dans le sac péricardique autour du cœur et altère sa capacité à pomper le sang. Les signes sont une pression artérielle basse, des veines cervicales distendues et des bruits cardiaques distants et étouffés.
Une pression pulsée (ou pression différentielle)  plus étroite peut également être observée. Le concept a été développé par Claude Beck, résident et plus tard professeur de chirurgie cardiovasculaire à l'Université Case Western Reserve.

## Composants
1. Hypotension avec une pression pulsée réduite
2. Distension veineuse jugulaire (JVD)
3. Bruits cardiaques étouffés

## Physiologie
La chute de la pression artérielle résulte de l'accumulation de liquide péricardique augmentant la pression à l'extérieur du cœur qui limite la taille maximale à laquelle les ventricules peuvent s'étirer. Cela limite l'expansion diastolique (remplissage), ce qui entraîne une baisse du volume télédiastolique qui réduit le volume systolique, un déterminant majeur de la pression artérielle systolique. Cela est conforme à la loi de Frank-Starling sur le cœur, qui explique que lorsque les ventricules se remplissent de plus gros volumes de sang, ils s'étirent davantage et leur force contractile augmente, provoquant ainsi une augmentation connexe de la pression artérielle systolique.
L'augmentation de la pression veineuse centrale est mise en évidence par des veines jugulaires distendues en position non couchée. Elle est causée par un remplissage diastolique réduit du ventricule droit, en raison de l'augmentation de pression du sac péricardique. Il en résulte une réserve de liquide dans les veines s'écoulant dans le cœur, notamment les veines jugulaires. En cas d'hypovolémie sévère, les veines du cou peuvent ne pas être distendues.
Les bruits cardiaques supprimés se produisent en raison des effets d'étouffement du fluide entourant le cœur.

## Utilisation clinique
Bien que la triade complète ne soit présente que dans une minorité de cas de tamponnade cardiaque aiguë, la présence de la triade est considérée comme pathognomonique pour la condition.